# Ibaté
Ibaté es un municipio brasileño del estado de São Paulo. Se localiza a una latitud 21º57'17" sur y a una longitud 47º59'48" oeste, estando a una altitud de 839 metros.
El municipio de Ibaté, cuenta con cerca de 290 kilómetros cuadrados de superficie total, está situado en la región Central del Estado de São Paulo. Se encuentra a aproximadamente 247 kilómetros de São Paulo, capital del Estado, a 12 kilómetros de São Carlos, 25 kilómetros de Araraquara. Cuenta con una población de 30 724 habitantes, según datos del IBGE del año 2010.

## Economía
Su principal actividad económica es la agroindustria de caña de azúcar y posee industrias mecánicas y otras diversas.

## Geografía
Población estimada en 2009: 29.714 habitantes. IBGE
El municipio posee un área de 289,6 km².

### Demografía
Datos del Censo - 2000
Población total: 26.462
- Urbana: 25.112
- Rural: 1.350
- Hombres: 13.432
- Mujeres: 13.030

Densidad demográfica (hab./km²): 91,37
Mortalidad infantil hasta 1 año (por mil): 11,46
Expectativa de vida (años): 73,76
Tasa de fertilidad (hijos por mujer): 2,69
Tasa de alfabetización: 90,43%
Índice de Desarrollo Humano (IDH-M): 0,790
- IDH-M Salario: 0,687
- IDH-M Longevidad: 0,813
- IDH-M Educación: 0,870

(Fuente: IPEAFecha)

### Hidrografía
- Río Jacaré-Guaçu
- Río Monjolinho

### Carreteras
- SP-310 - Carretera Washington Luís

## Religión
El Cristianismo está presente en la ciudad de la siguiente manera:

### Iglesia Católica
El municipio pertenece a la Diócesis de São Carlos y posee tres parroquias:
- Parroquia de São João Evangelista (matriz)
- Parroquia de Santo Antônio
- Parroquia de Nuestra Señora del Perpetuo Socorro

### Iglesia Protestante
En la ciudad están presentes las más diversas creencias evangélicas, principalmente pentecostales, incluidas las Asambleas de Dios de Brasil (la iglesia evangélica más grande del país), Congregación Cristiana, entre otras. Estas denominaciones están creciendo cada vez más en todo Brasil.